# Carlos Prieto de Castro
Carlos Prieto de Castro (Ciudad de México, 27 de febrero de 1948), es un matemático mexicano. Fue Presidente de la Sociedad Matemática Mexicana (1990-1992) y funcionario del Consejo Nacional de Ciencia y Tecnología de México (CONACYT). Desde 1971 es profesor de asignatura en la Facultad de Ciencias y desde 1974 investigador de tiempo completo del Instituto de Matemáticas de la Universidad Nacional Autónoma de México (UNAM). Ingresó en 1984 al Sistema Nacional de Investigadores donde tiene el Nivel III desde 2010. Ha sido miembro de muy diversas comisiones evaluadoras, entre las que destaca la del Sistema Nacional de Investigadores (2012-2014).

## Trayectoria académica
Inició la carrera de Física en la Facultad de Ciencias de la Universidad Nacional Autónoma de México (UNAM) en 1965 y la de Matemáticas en 1969, concluyendo los estudios de licenciatura en 1971 y maestría en 1973. Su doctorado lo obtuvo en la Universidad de Heidelberg, Alemania, en 1979, obteniendo la mención magna cum laude.
Su investigación se ha centrado en la topología algebraica (teoría de homotopía), pero sus intereses incluyen el análisis no lineal y las ecuaciones diferenciales parciales
Entre los estudiantes que ha formado Carlos Prieto de Castro, uno es de doctorado y más de una veintena son de maestría y licenciatura. Varios de ellos son profesores de tiempo completo en la Facultad de Ciencias, UNAM; Instituto Tecnológico de Estudios Superiores de Monterrey campus Ciudad de México; Universidad Autónoma de la Ciudad de México, Centro de Ciencias Matemáticas (Universidad Nacional Autónoma de México) entre otras.
En el periodo de 1992 a 1995 Carlos Prieto de Castro fue subdirector de Apoyos Especiales y director de Transferencia Internacional de Tecnología
del Consejo Nacional de Ciencia y Tecnología de México (CONACYT).

## Premios y distinciones
Ha recibido varios reconocimientos a lo largo de su trayectoria académica, destacando entre ellos:
- Mención honorífica en el Concurso de Fotografía Científica de la Coordinación de la Investigación Científica de la UNAM 1987;
- Premio Anual de Investigación en Grupo del Ministerio de Ciencia y Educación Superior de Polonia, (2006)
- Premio Universidad Nacional (UNAM) en el área de docencia en Ciencias Exactas 2009

## Publicaciones
Prieto cuenta con más de treinta artículos de investigación en revistas de circulación internacional. También se ha distinguido por su interés en la divulgación de las matemáticas que se refleja en más de 30 artículos en diversas revistas de divulgación de la ciencia; ha escrito cuatro libros para la serie La ciencia para todos, del Fondo de Cultura Económica, y, (que se encuentra actualmente en producción). También es autor de dos libros de texto en coautoría con Marcelo A. Aguilar y Samuel Gitler y. Fue responsable científico del filme “Nudos” de la serie Aventuras Matemáticas.
También es autor del libro que se utiliza como texto oficial en el Departamento de Antioquía, en Colombia.
Ha participado en la organización de diversos congresos nacionales e internacionales; ha impartido cerca de una centena de conferencias de divulgación y tiene alrededor de 300 citas a sus trabajos de investigación (sin incluir autocitas).